# Bayo (historietista)
Braulio Rodríguez Fernández, que firmaba como Bayo, es un dibujante de cómic español, nacido en Lugo.

## Biografía
Bayo saltó a la fama con el serial de ciencia ficción Diego Valor, género que continuo transitando en Átomo Kid. En "Chicos" continuó la serie Guillermo.

## Obra
| Años | Título                  | Guionista           | Tipo   | Publicación            |
| ---- | ----------------------- | ------------------- | ------ | ---------------------- |
| 1954 | Diego Valor             | Jarber              | Serial | Cid                    |
| 1955 | Guillermo               | M. González Casquel | Serie  | Chicos                 |
| 1956 | Atome Kid               | Mariano Hispano     | Serial | Artima                 |
| 1962 | Caballero Sir Audaz, El |                     | Serial | Andaluza               |
| 1963 | Diego Valor             | Jarber              | Serie  | La Actualidad Española |

## Valoración
Para el crítico de cómic Jesús Cuadrado, Bayo mostraba en general un estilo limitado y poco original.